# Tsvetan Tsvetanov
Tsvetan Tsenkov Tsvetanov (født 6. november 1931 i Sofia, død 4. april 1982 i Paris) var en bulgarsk komponist, violinist, lærer og professor.
Tsvetanov studerede violin og kompostition på State Academy of Music i Sofia, hos bl.a. Pancho Vladigerov.
Han har skrevet 5 symfonier, orkesterværker, koncertmusik, kammermusik, korværker, scenemusik og bulgarsk folkemusik.
Tsvetanov underviste først som lærer, senere som professor på Bulgarian State Conservatory i harmonilærer og komposition.

## Udvalgte værker
- Symfoni (1956) - for orkester
- Symfoni nr. 1 "Revolutionær" (1965) - for orkester
- Symfoni nr. 2 (1969) - for orkester
- Symfoni nr. 3 (1972) - for orkester
- Symfoni nr. 4 (1974) - for kammerorkester
- "Den store begyndelse" (1961) - (symfonisk digtning) - for orkester
- Klaverkoncert (1970) - for klaver og kammerorkester
- "Festlig overture" (1974) - for orkester
- "Pletningen" (1982) - for traditionelt bulgarsk folkemusik orkester